# Plectrocnemia tsukuiensis
Plectrocnemia tsukuiensis là một loài Trichoptera trong họ Polycentropodidae. Chúng phân bố ở miền Cổ bắc.